# Agrias roberti
Agrias roberti är en fjärilsart som beskrevs av Boy 1927. Agrias roberti ingår i släktet Agrias och familjen praktfjärilar. Inga underarter finns listade i Catalogue of Life.